# Plaça del Rei (Tarragona)
|  | Per a altres significats, vegeu «Plaça del Rei (desambiguació)». |

La plaça del Rei és una plaça situada al sud-est del centre històric de Tarragona.
S'hi troben les restes de l'antic Pretori romà, que va acollir l'emperador August i que més tard fou transformat en l'anomenat Castell del Rei, on van sojornar la major part dels reis catalans, per la qual cosa la plaça es coneix amb aquest nom des del segle xv. Hi ha també la seu del Museu Nacional Arqueològic de Tarragona i les esglésies de Natzaret i de la Trinitat, i és el lloc de reunió dels «misteris» que participen en la processó del Sant Enterrament durant la Setmana Santa.